# 元和 (日本)
元和是日本的年號之一，在慶長之後、寬永之前，指的是從1615年到1624年這段期間。這個時代的天皇是後水尾天皇，太政大臣是德川家康，江戶幕府的將軍是德川秀忠、德川家光。

## 改元
- 慶長二十年7月13日（西元1615年9月5日） 因為後水尾天皇即位與戰亂（大坂之役）等災難而改元。
- 元和十年2月30日（西元1624年4月17日） 改元寬永。

## 出典
依照德川家康的命令，採用唐憲宗的年號元和。唐憲宗討平諸侯，終結藩鎮割據，史稱「元和中興」，當時大坂之役已經結束，家康的意思是，結束長時間的戰國紛爭，史稱元和偃武。

## 元和年間大事
元年
- 7月 制定武家諸法度、禁中並公家諸法度。
- 7月9日（9月1日）：德川家康下令拆卸位於京都的豐國神社。

2年
- 松平忠輝遭到改易。此外，限制英國與荷蘭的船隻的貿易港僅限於平戶與長崎。
- 德川家康任太政大臣。

5年
- 福島正則遭到改易。設置大坂城代。紀伊德川家成立。

6年
- 6月6日，德川秀忠的女兒德川和子嫁進為後水尾天皇的中宮。
- 江戶城的本丸、北丸進行改建工程。

8年
- 本多正純遭到改易。

9年
- 7月德川家光就任三代將軍。制定大奧法度。松平忠直遭到改易。

10年
- 3月24日因為禁教的問題，禁止西班牙船前往日本。

### 出生
- 元年
  - 11月29日 - 松平光長、松平忠直之子。
  - 不明 - 野中兼山，土佐藩家老。
- 3年
  - 3月13日 - 慈胤法親王，法親王，後陽成天皇父親。
  - 10月28日 - 土佐光起，土佐派畫家。
  - 不明 - 板倉重矩，江戶初期老中，京都所司代。
- 4年
  - 12月9日 - 山崎闇齋，江戶初期儒家學者。
- 5年
  - 3月10日 - 京極高知，江戶初期大名。
  - 不明 - 熊澤蕃山 - 江戶初期陽明學者。
- 6年
  - 11月1日 - 八条宮智忠親王，江戶初期皇族、桂宮第2代當主。
- 7年
  - 6月4日 - 木下順庵，江戶初期儒家學者。
  - 11月18日 - 松平正信，江戶初期大名及奏者番。
  - 不明 - 寶樹院，德川家光側室，德川家綱母親。
  - 不明 - 伊達宗勝，一關藩初代藩主。
  - 不明 - 天草四郎，島原之亂領袖。
- 8年
  - 7月1日 - 松平賴重，江戶初期大名，德川賴房長男。
  - 8月16日 - 山鹿素行，江戶初期儒學者。
  - 不明 - 順性院，德川家光側室，德川綱重生母。
- 9年
  - 11月19日 - 明正天皇，第109代天皇。
  - 不明 - 稻葉正則，小田原藩主，老中。

### 逝世
- 元年
  - 10月14日- 初代片倉景綱白石城主，伊達政宗家臣
- 2年
  - 4月17日 - 德川家康，太政大臣，江戶幕府初代大將軍[4]。
  - 6月7日 - 本多正信，德川家康家臣。
  - 9月11日 - 坂崎直盛，津和野藩初代藩主。
  - 10月12日 - 松前慶廣，松前藩初代藩主。
- 3年
  - 3月6日 - 最上家親，江戶時代大名，最上氏第12代當主。
  - 7月16日 芳春院，前田利家正室。
  - 8月26日 - 後陽成天皇、第107代天皇[4]。
- 4年
  - 6月3日 - 鍋島直茂，戰國及江戶時代大名。
- 5年
  - 3月18日 - 細川興元，江戶時代初期大名。
  - 7月21日 - 島津義弘，島津家第17代當主。
  - 9月12日 - 藤原惺窩，戰國至江戶時代的儒家學者。
- 7年
  - 6月5日 - 生駒正俊，高松藩第3代藩主。
  - 6月12日 - 茶阿局，德川家康側室。
  - 12月13日 - 織田長益（織田有楽齋），織田信長弟，大名茶人。
- 8年
  - 6月19日 - 里見忠義，館山藩第2代藩主。
  - 7月3日 - 珠姬，前田利常正室，德川秀忠次女。
  - 7月11日 - 支倉常長，伊達政宗家臣慶長遣歐使節之一。
  - 8月12日 - 京極高知，戰國大名。

## 西元對照表
| 元和 | 元年   | 2年    | 3年    | 4年    | 5年    | 6年    | 7年    | 8年    | 9年    | 10年   |
| ---- | ------ | ------ | ------ | ------ | ------ | ------ | ------ | ------ | ------ | ------ |
| 西元 | 1615年 | 1616年 | 1617年 | 1618年 | 1619年 | 1620年 | 1621年 | 1622年 | 1623年 | 1624年 |
| 干支 | 乙卯   | 丙辰   | 丁巳   | 戊午   | 己未   | 庚申   | 辛酉   | 壬戌   | 癸亥   | 甲子   |

## 參看
- 其他时期使用的元和年号

| 前一年號： 慶長 | 日本年號 | 下一年號： 寬永 |